# 远缘杂交
远缘杂交（英語：distant crossing），也称种间杂交、属间杂交，是指同科不同属或同属不同组动物、植物间的交配。

## 特点
远缘杂交有可能将亲本的优良性状结合于杂种中，并产生杂种优势，但常出现生殖隔离或杂种继代困难现象。比如在中国古代即有驴和马杂交获得骡、牦牛与黄牛杂交获得犏牛。比如用花生普通品种与珍珠豆型花生杂交，常出现生殖隔离问题。茶树与茶梅杂交的“茶梅茶”常出现结实力差、种子生活力弱、发芽率低，采用混合授粉或体细胞杂交可克服远缘杂交亲和力低的缺点，此外还有用秋水仙素处理远缘杂种形成异源四倍体。被誉为“中国小麦远缘杂交之父”的李振声总结远缘杂交主要存在三个方面的困难有：一是杂交不易成功；二是杂种后代一般不育；三是杂种性状分离大、时间长、不易稳定。